# Roane County, West Virginia
Roane County är ett administrativt område i delstaten West Virginia, USA, med 14 926 invånare. Den administrativa huvudorten (county seat) är Spencer. Countyt har fått sitt namn efter domaren Spencer Roane (1762-1822).

## Geografi
Enligt United States Census Bureau har countyt en total area på 1 253 km². 1 253 km² av den arean är land och 0 km² är vatten.

### Angränsande countyn
- Wirt County - nord
- Calhoun County - öst
- Clay County - sydost
- Kanawha County - syd
- Jackson County - väst